# Ermita de San Sebastián (Moguer)
La ermita de San Sebastián, conocida como "Capilla de Jesús", se encuentra en Moguer, Provincia de Huelva (España). Fue declarado Bien de Interés Cultural, con la categoría de Sitio Histórico, dentro de Bien de Interés Cultural de los lugares vinculados con Juan Ramón Jiménez.

## Historia
Fue edificada en el siglo XV a varios cientos de metros de la entonces villa de Moguer. De esta época solo se conserva el camarín del altar mayor, ocupado por la imagen de Nuestro Padre Jesús Nazareno, puesto que hubo que reedificar el edificio prácticamente en su totalidad tras el terremoto de 1755. Durante la ocupación francesa fue utilizada para albergar las tropas de ocupación, y tras la liberación del país se debió levantar la bóveda actual. A finales del siglo XX, se le hizo una restauración integral, debido al grave deterioro que sufría como consecuencia del paso del tiempo.

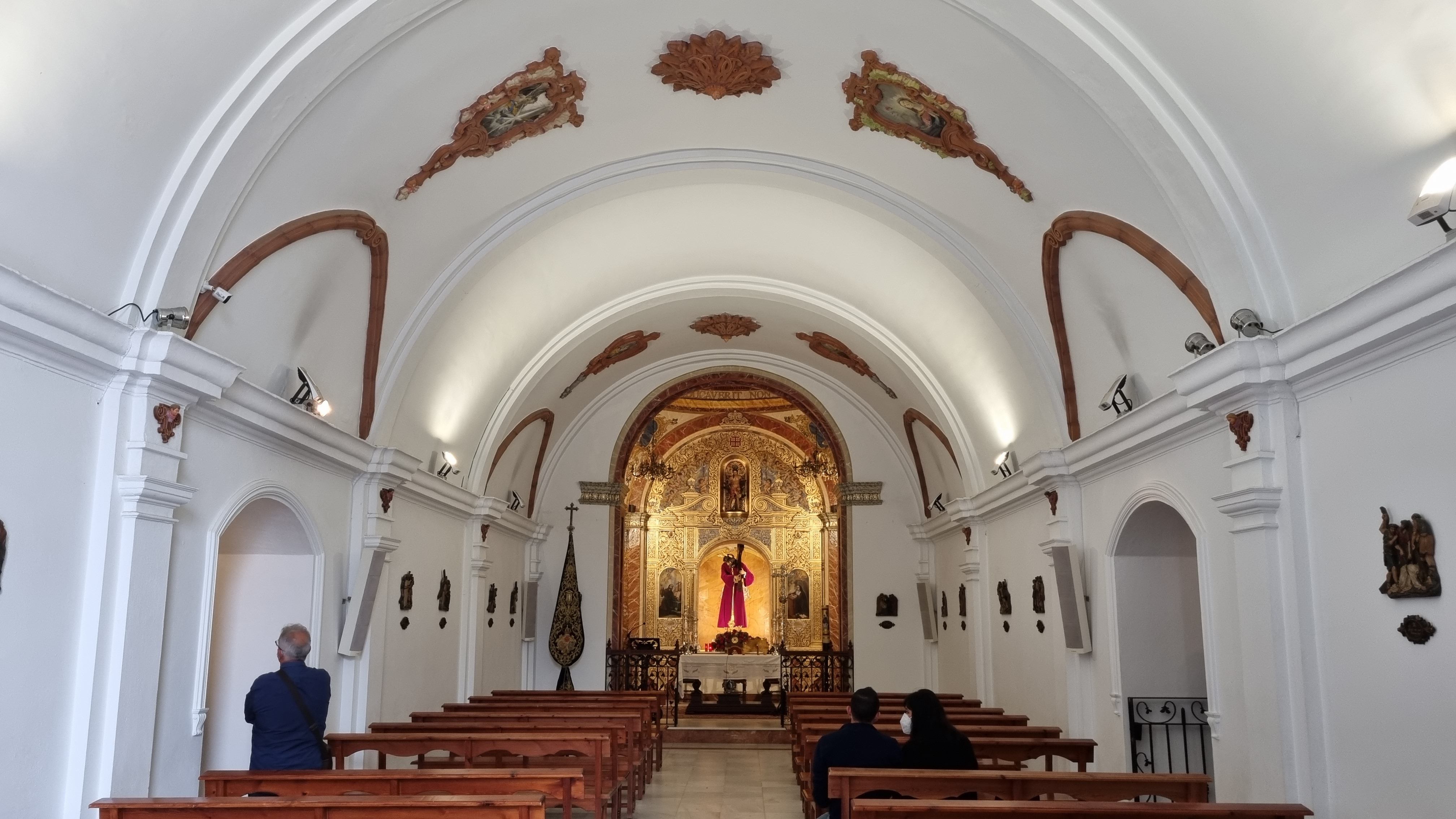
Interior de la ermita.

Entre su patrimonio destacan la imagen de Nuestra Señora de la Encarnación, imagen del siglo XVII que procesiona con la Hermandad del Santo Entierro el Sábado Santo, y los titulares de la Hermandad de Padre Jesús, Nuestro Padre Jesús Nazareno y Nuestra Señora Madre de Dios de Gracia (vulgo de los Dolores) obras ambas de León Ortega de 1938 y 1944, que procesionan en la madrugá del Viernes Santo. También procesiona desde la Ermita la joven Venerable Real y Franciscana Cofradía de Jóvenes Nazarenos del Santísimo Cristo del Amor en la Oración en el Huerto, que procesiona el Jueves Santo.  
Fue declarado Bien de Interés Cultural, en 2015, como sitio histórico, junto al Cementerio anexo con las sepulturas de Juan Ramón Jiménez y Zenobia.

## Galería

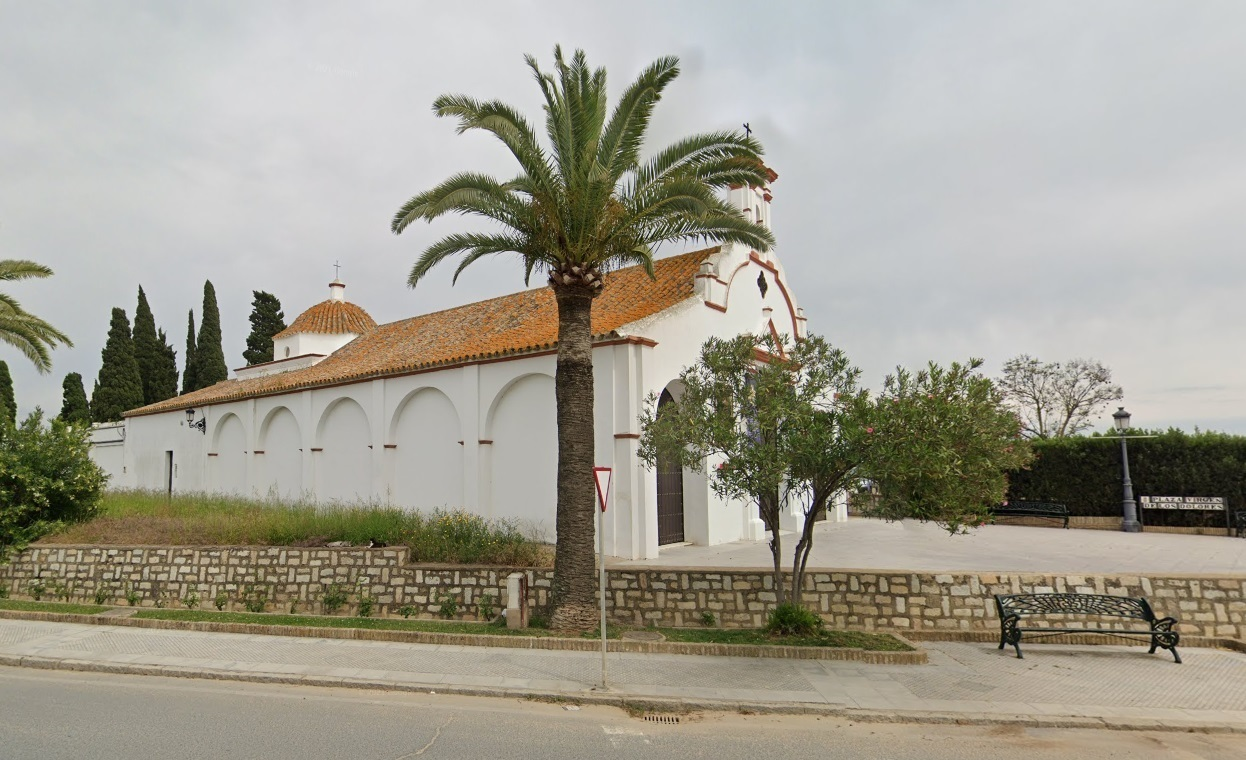
Vista exterior
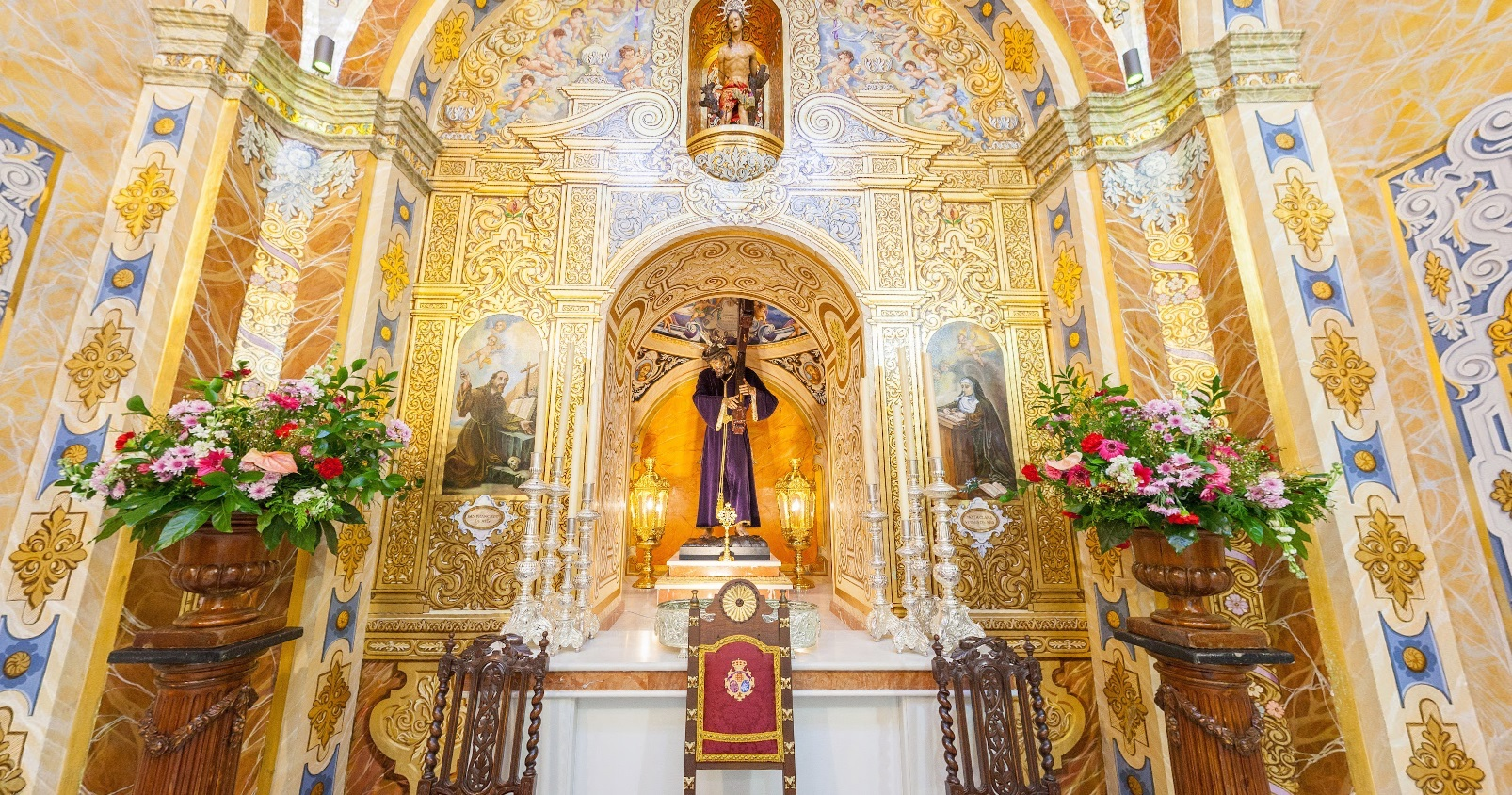
Vista altar
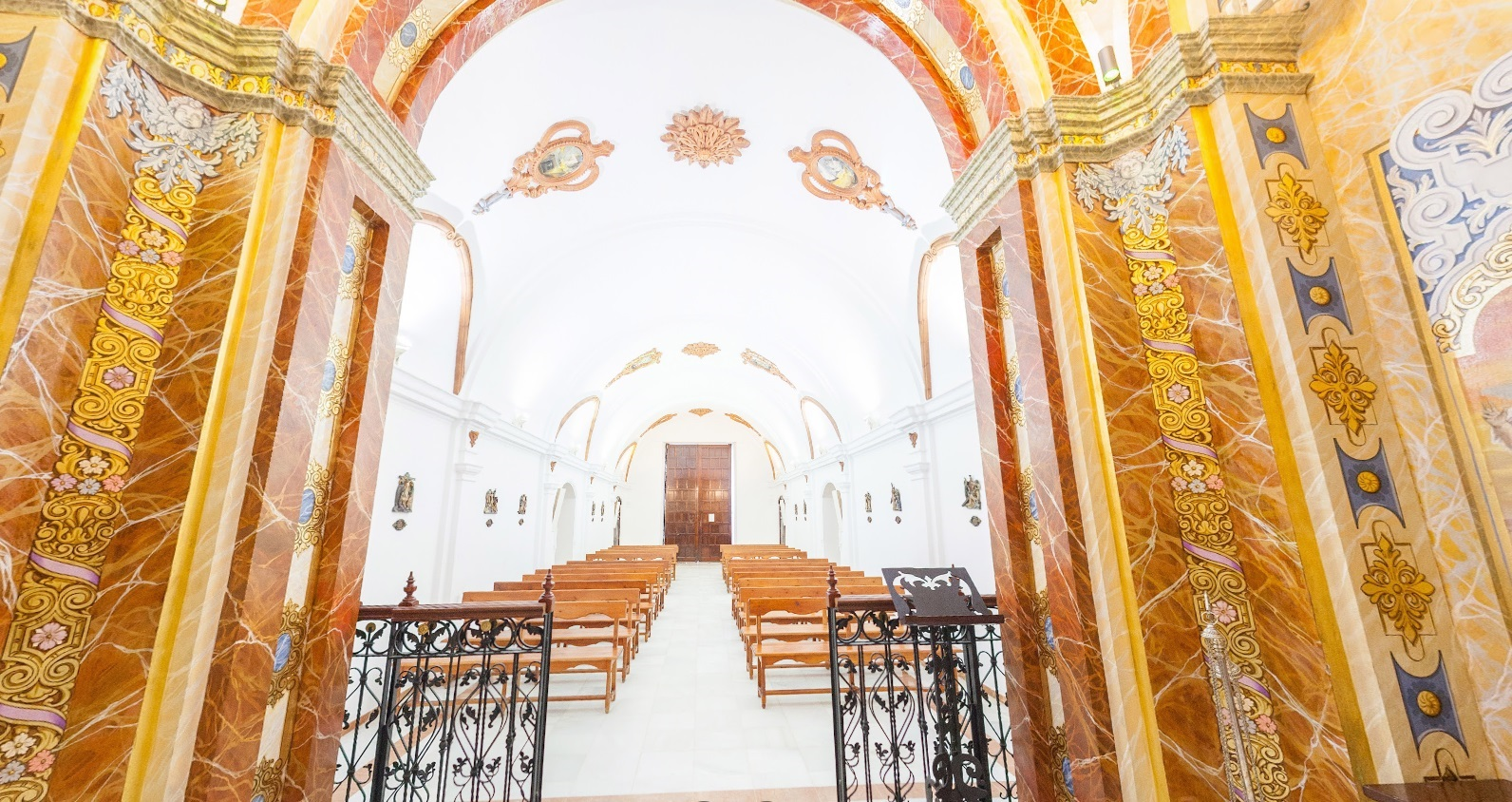
Vista ermita
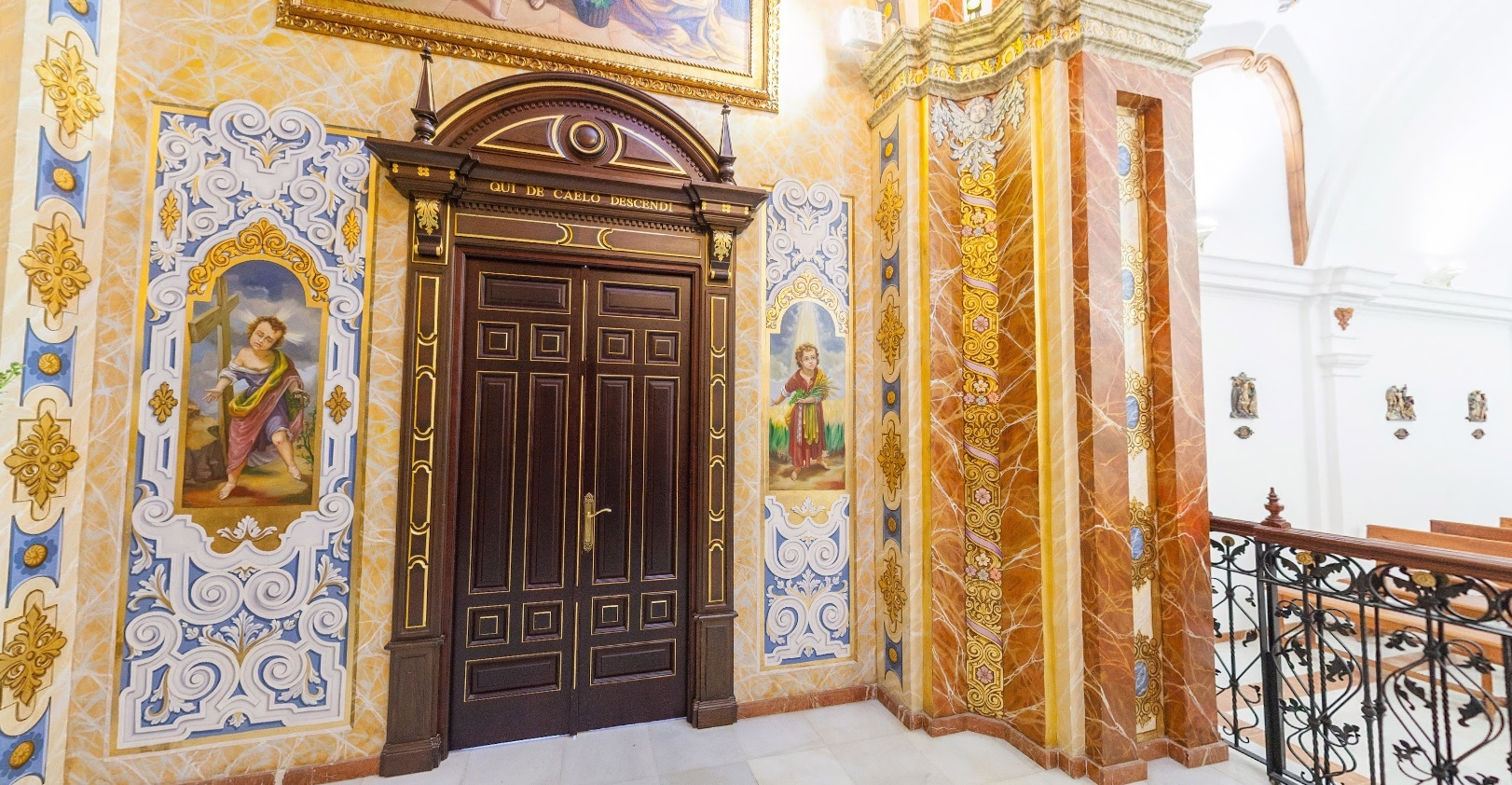
Puerta altar
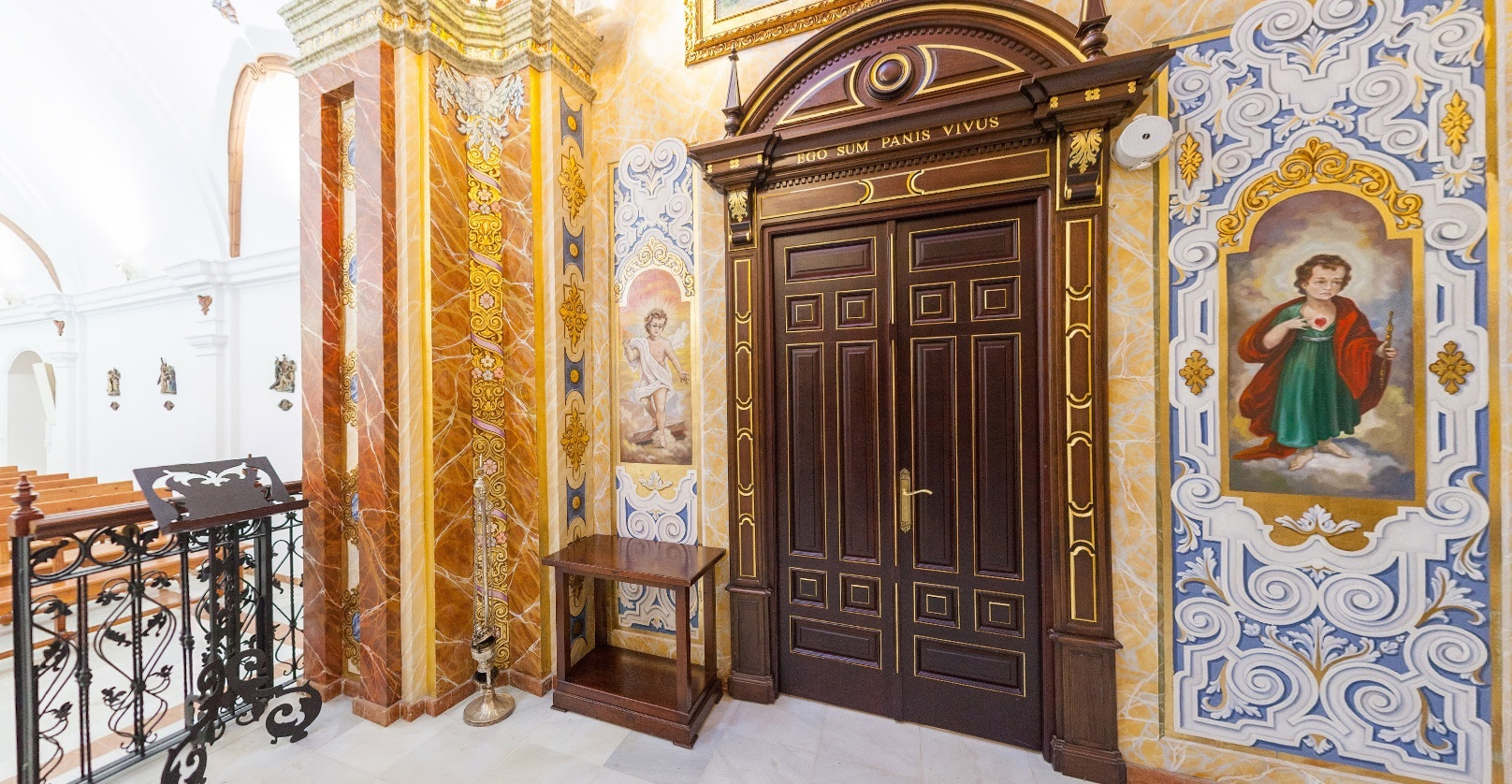
Puerta altar
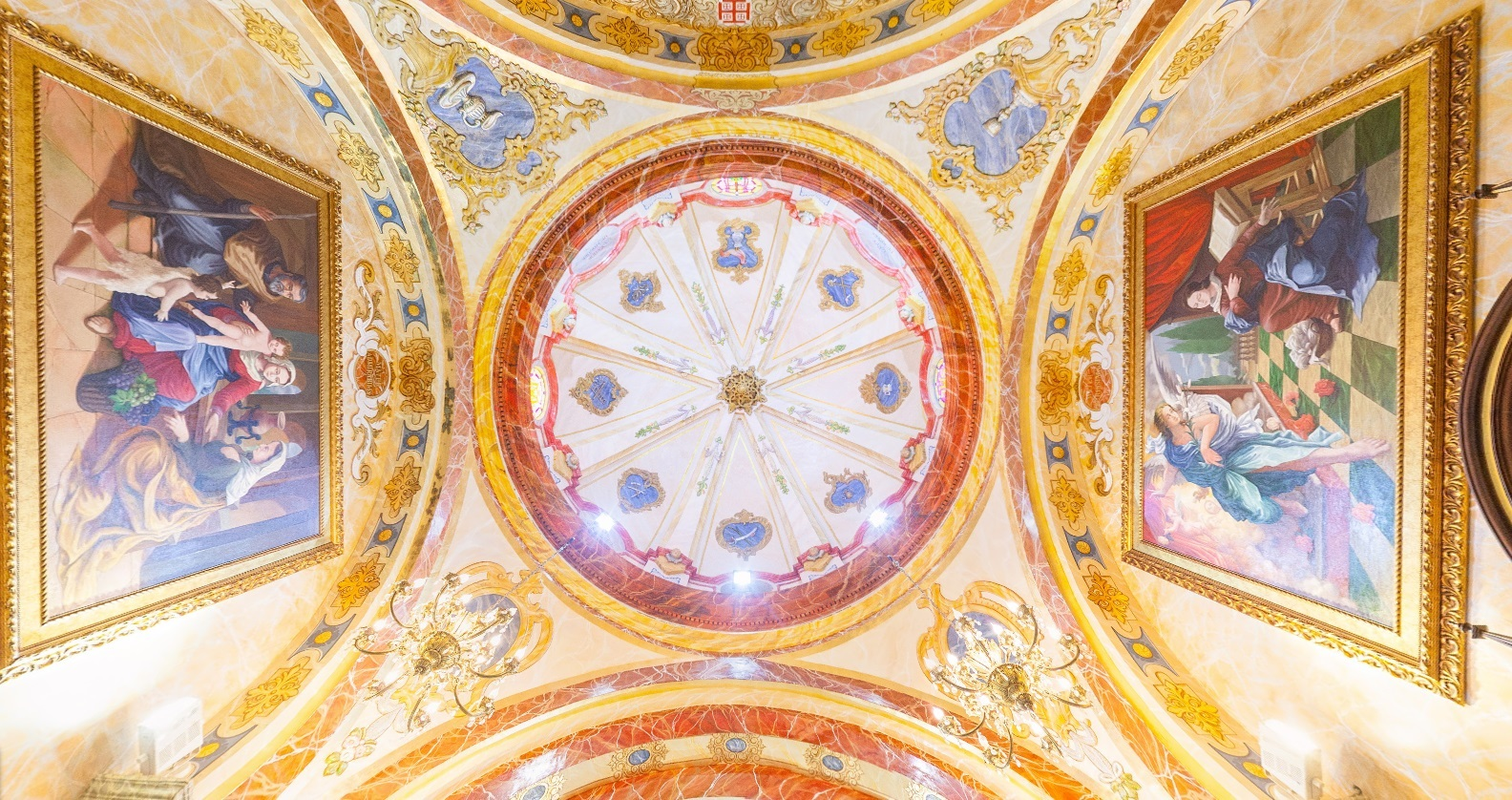
Techo altar
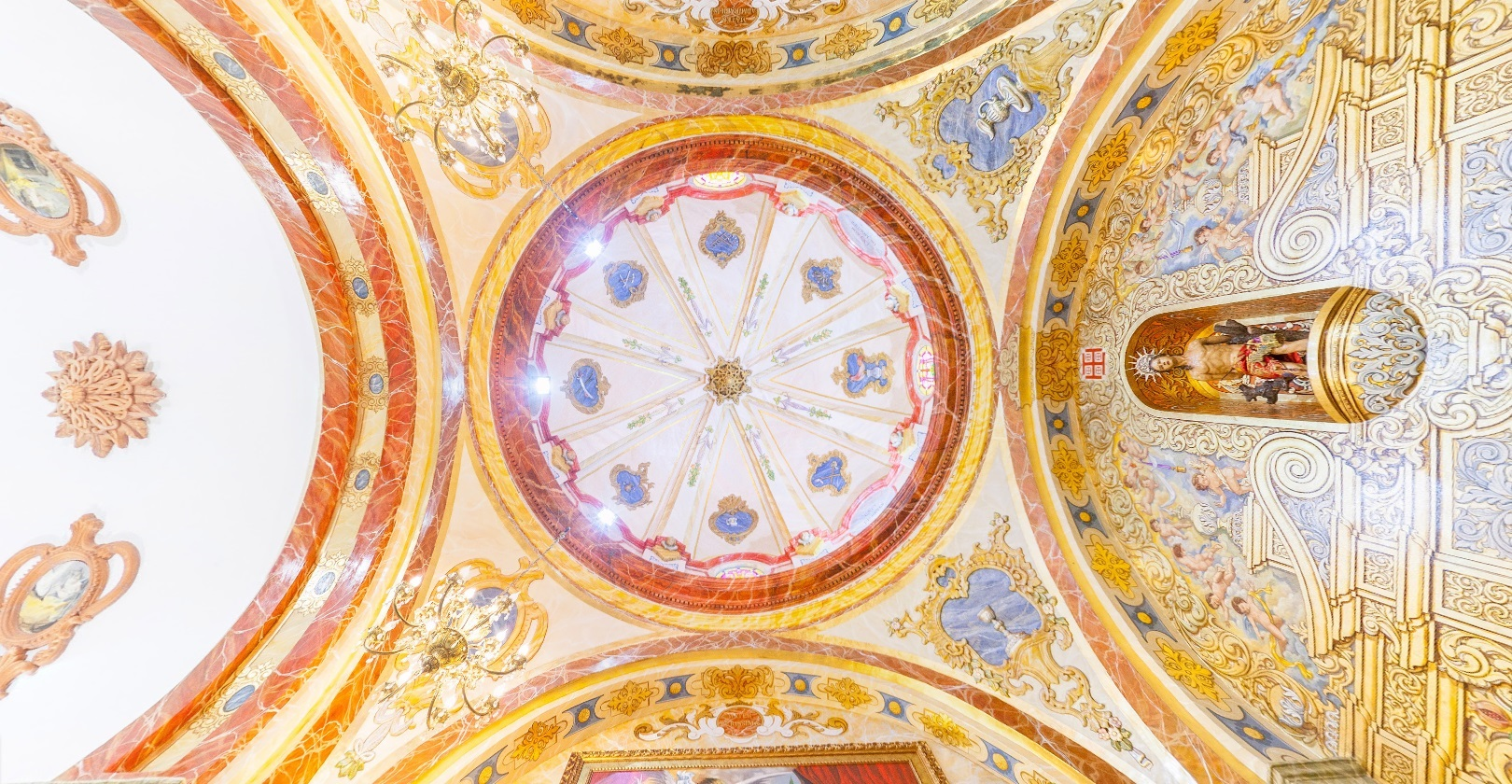
Techo altar